# 86S式自動步槍
86S式自動步槍（Type 86S）是由中國北方工業公司於1980年代開發的試驗型犢牛式突擊步槍的民用型，該槍的內部設計是源自56式自動步槍，因此部份零件也能夠與標準的AK系列步槍互換。據說此槍被開發出來的目的是為了測試犢牛式武器的長處與短處，以為後來列裝中國人民解放軍的95式自動步槍打好基礎，而北方工業亦嘗試把該槍用作外貿之用，並出口到美國。但由於是民用型，因此只能作半自動射擊。

## 設計
86S式自動步槍採用了一些偏離AK的設計。其拉機柄被移到機匣頂部，左右手均能操作，並採用了一個提把式機械瞄具，這種設計較像法國的FAMAS。在槍機方面則保留了AK式的長行程導氣式活塞及滾轉式槍栓；快慢機與AK的阻鐵式不同，而是拇指形狀的，並位於機匣右邊，而拉機柄位於提把裡面。在機匣前部還配有一個垂直的塑料折疊式前握把可供射手用以降低後座力；彈匣插槽位於手槍握把後面並能對應10、20、30發的彈匣以及更大容量的彈鼓。

## 民用型
在1980年代，半自動民用型的86S式亦曾出口到美國，但其後進口不到二千把就被禁止進口。

## 登場作品

### 電影
- 1992年—：由Johnny Wong的手下所使用，全自動射擊。

### 電子遊戲
- 2007年—：命名為「北方工業86s式」（英語：Norinco Type 86s），全自動射擊，造型上使用20發短彈匣供彈卻可裝彈30發。韓國版最早已於2015年6月4日推出。

### 動畫
- 2012年—《槍械少女！！》：於第10集中登場，隸屬於紅鋼工業高校，在與L85A1火拼期間被其擊敗。

## 外部連結
- 現代軍火（页面存档备份，存于）
- 槍炮世界 （页面存档备份，存于）